# Dowództwo Okręgu Korpusu Nr VIII

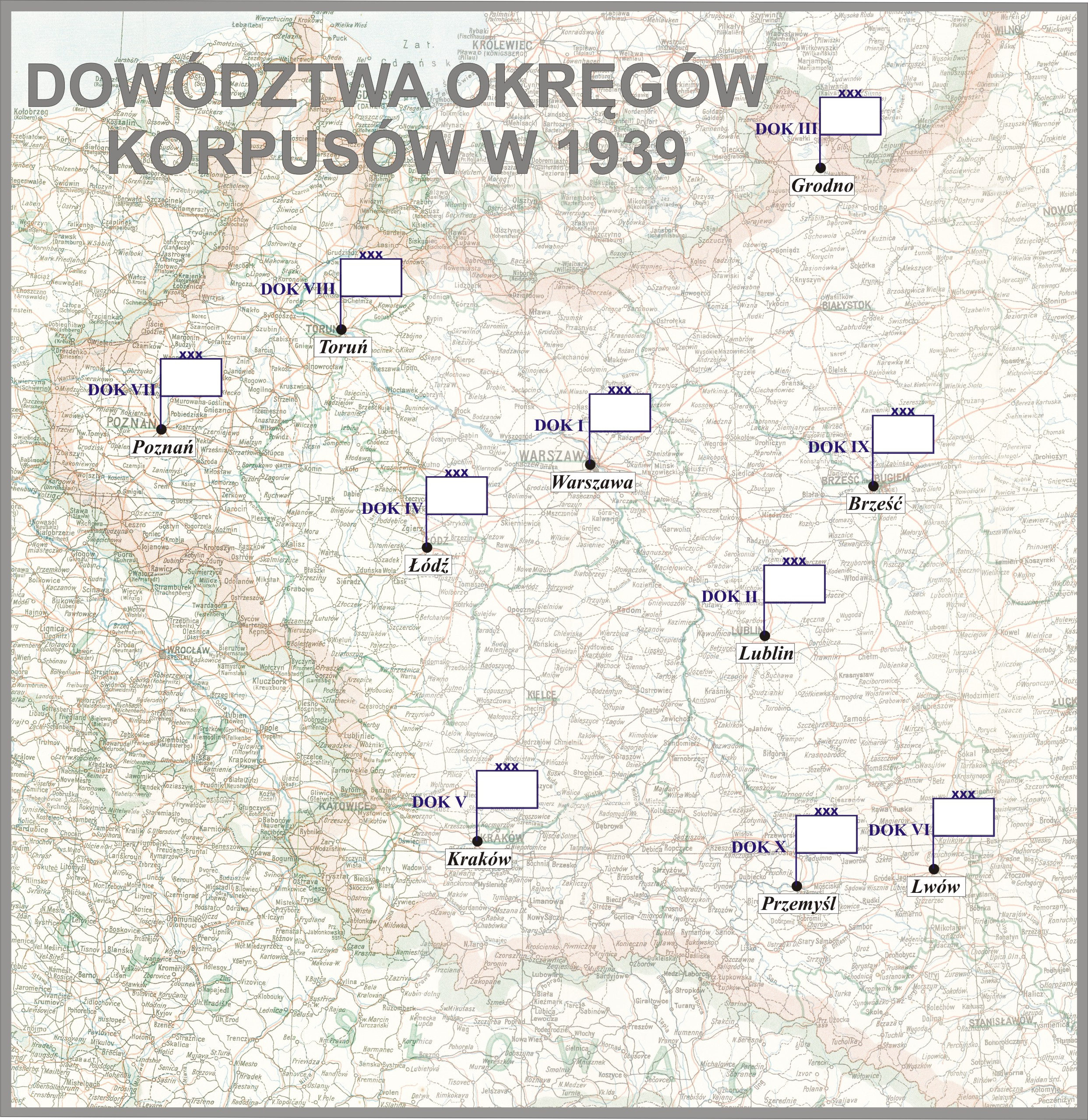
DOK w 1939

Dowództwo Okręgu Korpusu Nr VIII (DOK VIII) – terytorialny organ Ministerstwa Spraw Wojskowych okresu II RP, pełniący funkcje administracyjno-gospodarcze, mobilizacyjne i garnizonowo-porządkowe na obszarze Okręgu Korpusu Nr VIII z siedzibą w Toruniu przy ulicy Wola Zamkowa.
13 sierpnia 1919 roku zostało utworzone Dowództwo Okręgu Generalnego „Pomorze”. Początkowo dowództwo miało swoją siedzibę we Włocławku, a następnie w Inowrocławiu. 3 lutego 1920 roku, po odzyskaniu przez Polskę Pomorza Gdańskiego, DOGen. „Pomorze” zostało przeniesione z Inowrocławia do Grudziądza i umieszczone w koszarach Władysława Jagiełły. W 1921 roku DOGen. „Pomorze” przeformowane zostało w Dowództwo Okręgu Korpusu Nr VIII z siedzibą w Toruniu.
Siły podległe terytorialnie dowódcy OK nr VIII stacjonowały w miastach: Toruń, Bydgoszcz, Grudziądz, Chełmno, Inowrocław, Starogard Gdański, Brodnica i Włocławek.

## Obsada personalna dowództwa okręgu w latach 1919–1939
Dowódcy okręgu
- gen. ppor. Kazimierz Raszewski (11 – 19 IX 1919)
- gen. ppor. Robert Lamezan-Salins (I - III 1920)
- gen. ppor. / por. Bolesław Roja (13 III - 30 VII 1920)
- gen. por. Antoni Symon[3] (13 VIII - 1 X 1920)
- gen. dyw. Zygmunt Zieliński (1 X 1920 – 31 XII 1922)
- gen. dyw. Gustaw Zygadłowicz (1 – 7 I 1923)
- gen. bryg. Stefan Ludwik de Latour (20 I - † 9 XI 1923)
- gen. bryg. / dyw. Jan Władysław Hubischta (10 XII 1923 – 17 VII 1926)
- gen. dyw. Leon Piotr Berbecki (22 VII 1926 – 19 X 1928)
- gen. bryg. Stefan Wiktor Pasławski (5 XI 1928 – 20 IX 1934)
- gen. bryg. Wiktor Thommée (16 XI 1934 – 18 II 1938)
- gen. bryg. Michał Karaszewicz-Tokarzewski (19 II 1938 – IX 1939)

Zastępcy dowódcy okręgu
- gen. ppor. Adam Nowotny (do 20 V 1920)
- gen. ppor. Stefan Mokrzecki (20 V – 20 IX 1920 → Centralna Stacja Zborna w Warszawie)
- płk kaw. August Donimirski-Brochwicz (od 20 IX 1920 ← dowódca 18 puł.)
- gen. bryg. Leon Berbecki (IX 1921 – 7 XI 1922)
- gen. bryg. / dyw. Henryk Józef Zemanek (od 7 XI 1922)
- ppłk dypl. kaw. Stefan Zabielski (III 1929 – XII 1929)

Pomocnik dowódcy okręgu
- płk dypl. Aleksander Zygmunt Myszkowski (1938–1939)

Szefowie sztabu
- ppłk SG Leon Bobicki (od 4 VI 1920)
- mjr p.d. SG / ppłk SG Marian Mochnacki (do 29 IX 1920)
- ppłk SG Henryk Pomazański (od 29 IX 1920)
- płk SG Józef Sopotnicki (do 30 VI 1923)
- ppłk / płk SG Marian Mochnacki (1923, 1924)[4][5]
- ppłk dypl. Stefan Bolesław Zabielski (do XII 1929)
- płk dypl. Tadeusz Trapszo (1937–1939)

Zastępcy szefa sztabu
- ppłk SG Stanisław Wecki (1923)

Szefowie artylerii i uzbrojenia
- płk Ottokar Brzoza-Brzezina (od  5 IX 1922 do XI 1925)
- płk art. / uzbr. Witold Kończakowski (III 1929[6] – VIII 1931)
- płk art. / uzbr. Władysław Drozdowski (VIII 1931 – 31 VIII 1935)

Szefowie inżynierii i saperów
- płk. Ludwik Marczewski (był w 1923[7])

Szefowie łączności i szefowie 8 Okręgowego Szefostwa Łączności w latach 1921-1929 i w 1939 roku
- ppłk łącz. Oskar Sikora (1923[8] – VI 1924 → dowódca 1 płącz)
- ppłk łącz. Andrzej Stręk (IX 1926[9] – III 1929[10])

Szefowie poboru / inspektorzy poborowi / pomocnicy dowódcy do spraw uzupełnień
- płk piech. Witold Hulanicki (1923 – II 1927)
- płk piech. Mieczysław Kawka (p.o. XI 1928 – II 1929)
- płk dypl. Zygmunt Dzwonkowski (od X 1931)
- ppłk piech. Witold Komierowski (III 1932 – III 1934)
- ppłk piech. inż. Stanisław Jan Śliwiński (VI 1934[11] – IV 1935[12])

Szefowie intendentury – szefowie 8 Okręgowego Szefostwa Intendentury
- płk int. Hieronim Przepliński (do †10 VII 1923)
- ppłk int. Antoni Kruszelnicki (p.o. od IX 1923[13])
- płk int. Józef Maryański (21 III 1928[14] – 1929 → stan spoczynku)

Szefowie sanitarni / szefowie 8 Okręgowego Szefostwa Sanitarnego
- gen. ppor. Ludwik Rydygier
- płk lek. Jan I Kamiński (1923)
- płk lek. dr Jerzy Nadolski (XII 1929 – VI 1930)
- płk lek. dr Ludwik Sojka[a] (do III 1932[16])
- płk lek. Czesław Wincz (od III 1932[17])

Szefowie służby weterynaryjnej
- mjr lek. wet. Stanisław Wagner (p.o. od 14 X 1920[18])
- ppłk lek. wet. Kazimierz Deszberg

Szefowie remontu
- płk Aleksander Poraj-Żakej  (był w 1923[7])

Dziekani OK VIII
- ks. dziekan Jerzy Bogusław Ryszard Sienkiewicz (1921 – 31 VIII 1933 → stan spoczynku[19])
- ks. proboszcz / dziekan Stanisław Sinkowski (1934 – VIII 1939))